# Max Kohn
Max Kohn es un pintor y escultor luxemburgués, nacido el 17 de noviembre de 1954 en Esch-sur-Alzette.
Formado como estudiante en el Instituto de las Artes y Técnicas Artesanales de  Namur (Bélgica) de 1971 a 1974.
De 1975 a 1981, Max Kohn fue estudiante en la academia de arte de Karlsruhe (Alemania), donde estudió escultura en madera y piedra, técnicas de fundición, así como pintura y dibujo.
Max Kohn ha trabajado como artista independiente en el graducado de Luxemburgo y Francia desde  1981.